# Pardosa knappi
Pardosa knappi este o specie de păianjeni din genul Pardosa, familia Lycosidae, descrisă de Charles Denton Dondale în anul 2007. Conform Catalogue of Life specia Pardosa knappi nu are subspecii cunoscute.